# M Tower
Ne doit pas être confondu avec mTower.
La M Tower (Mタワー) est un gratte-ciel de bureaux construit en 1996 à Fukuoka dans le sud du Japon. Elle mesure 100 mètres de hauteur pour une surface de plancher de 52 993 m2.
L'immeuble a été conçu par la société Shimizu Corporation.